# Чистоплясов, Степан Иванович
Степан Иванович Чистоплясов (5 января 1930 года, с. Красный Яр Ключёвского района Алтайского края, РСФСР — 19 января 2011 года, г. Москва, Российская Федерация) — советский партийный, государственный деятель, Министр пищевой промышленности РСФСР (1979—85 гг.), Секретарь Президиума Верховного Совета РСФСР (1987—90 гг.).

## Биография
В 1960 г. окончил агрономический факультет Пермского сельскохозяйственного института, затем Свердловский горный институт.
Работал на угольных предприятиях Пермского края.
- 1967—70 гг. — первый секретарь Коми-Пермяцкого окружкома КПСС,
- 1971 г. — первый заместитель,
- 1972—79 гг. — председатель Пермского облисполкома,
- 1979—85 гг. — министр пищевой промышленности РСФСР,
- 1985—87 гг. — заместитель председателя Государственного агропромышленного комитета РСФСР — Министр РСФСР.
- 1987—90 гг. — секретарь Президиума Верховного Совета РСФСР.

С 1990 г. — персональный пенсионер союзного значения.

## Награды
- орден Октябрьской Революции (1975)
- 2 ордена Трудового Красного Знамени (1971; 04.01.1980[1])
- орден «Знак Почёта» (1966)
- медали